# Mythimna favicolor
Mythimna favicolor es una polilla de la familia Noctuidae. Se encuentra en Europa. La especie se trata a veces como una subespecie de (Mythimna pallens).
La envergadura es de 35 a 40 mm. La polilla vuela de junio a julio dependiendo de la ubicación.
Las larvas se alimentan Puccinellia maritima.